# Sophie Turner
Sophie Belinda Turner (sinh ngày 21 tháng 2 năm 1996) là một nữ diễn viên người Anh. Cô nổi danh trong lần đầu diễn xuất chuyên nghiệp của mình với vai diễn Sansa Stark trong loạt phim truyền hình Game of Thrones (2011–2019) của HBO, vai diễn giúp cô có được sự công nhận quốc tế và nhiều lời khen ngợi. Vai diễn cũng mang về cho cô bốn đề cử giải Screen Actors Guild cho "Phần trình diễn xuất sắc của một tập thể trong loạt phim truyền hình" cũng như một đề cử giải Young Artist cho Nữ diễn viên phụ xuất sắc nhất thể loại phim truyền hình.
Sophie cũng đã đóng vai chính trong bộ phim truyền hình The Thirteenth Tale (2013) và Another Me (2013). Cô cũng tham gia bộ phim hài hành động Barely Lethal (2015) và vào vai Jean Grey trong phim X-Men: Apocalypse (2016).

## Tiểu sử
Sophie sinh ra ở Northampton, Northamptonshire, bởi mẹ là Sally, một giáo viên trường mẫu giáo, và cha là Andrew, làm việc cho một công ty phân phối giường nệm. Cô chuyển đến Chesterton, Warwickshire lúc hai tuổi. Cô theo học tại trường tiểu học Warwick đến khi 11 tuổi và sau đó theo học tại trường trung học dành cho nữ sinh The King. Cô là một thành viên của đoàn kịch Playbox Theatre Company từ lúc ba tuổi. Sophie có hai anh trai, và bày tỏ trong một cuộc phỏng vấn với The Telegraph rằng: "Tuổi thơ của tôi khá vui vẻ. Chúng tôi có chuồng heo, chuồng bò và một chuồ̀ng cỏ để cho ngựa ăn, và đã từng nghịch bẩn trong bùn lầy." Sophie có một gia sư trong lúc đóng phim Game of Thrones cho đến khi cô 16 tuổi, và gửi bài tập về nhà cho giáo viên của cô ở trường. Cô đạt được năm lớp A và bốn lớp B tại GCSE (Chứng chỉ Giáo dục Trung học), trong đó có một lớp B kịch nghệ.

## Sự nghiệp
Từ năm 2011, Sophie đã đóng vai Sansa Stark, một người phụ nữ trẻ tuổi cao thượng trong loạt phim truyền hình nổi tiếng của HBO Game of Thrones. Sansa là vai diễn đầu tiên của cô. Giáo viên kịch nghệ của Sophie khuyến khích cô thử vai, và cô đã nhuộm tóc từ vàng sang nâu nhạt cho vai diễn này. Năm 2012, cô được đề cử giải Young Artist cho "Màn trình diễn xuất sắc nhất trong loạt phim truyền hình - Nữ diễn viên phụ" cho vai Sansa. Đến nay, Sophie đã xuất hiện trong tất cả sáu mùa phát sóng. Năm 2013, Sophie có vai diễn đầu tiên trên màn ảnh rộng, cô đóng vai chính trong bộ phim kinh dị độc lập Another Me, dựa trên tiểu thuyết cùng tên của Catherine MacPhail. Cô cũng đóng vai Adeline trong bộ phim truyền hình The Thirteenth Tale (2013).
Năm 2013, Sophie thử vai cho bộ phim hài Barely Lethal, bên cạnh nữ diễn viên người Mỹ Hailee Steinfeld, bộ phim được công chiếu vào ngày 29 tháng 5 năm 2015, phim hạn chế phát hành và cũng chiếu thông qua hệ thống video theo yêu cầu. Sophie cũng thuật lại các phiên bản truyện ngắn sách nói The Girl in the Mirror của Lev Grossman, bao gồm tuyển tập tiểu thuyết ngắn Dangerous Women, được biên tập bởi George R.R Martin. Sophie vào vai Jean Grey trong bộ phim X-Men: Apocalypse, thuộc loạt phim nổi tiếng X-Men, công chiếu vào ngày 27 tháng 5 năm 2016. Cô học bắn cung để chuẩn bị cho vai diễn này. Ngày 9 tháng 5 năm 2016, có thông báo rằng cô sẽ xuất hiện trong một phân đoạn của bộ phim tuyển tập Berlin, I Love You, phần thứ tư của Cities of Love nhượng quyền thương mại.

## Cuộc sống cá nhân
Năm 2016, Sophie bắt đầu hẹn hò với Joe Jonas (giọng ca chính của nhóm nhạc DCNE và Jonas Brothers 1 thời). Vào tháng 10 năm 2017, Sophie đính hôn với Joe sau 1 năm hơn hẹn hò và đến năm 2019 thì hai người đã tổ chức đám cưới.

## Phim

### Phim
| Tên phim            | Năm  | Vai diễn            | Đạo diễn        | Ghi chú      |
| ------------------- | ---- | ------------------- | --------------- | ------------ |
| Another Me          | 2013 | Fay Delussey        | Isabel Coixet   |              |
| Barely Lethal       | 2015 | Heather             | Kyle Newman     |              |
| X-Men: Apocalypse   | 2016 | Jean Grey / Phoenix | Bryan Singer    |              |
| Alone               | 2016 | Penelope            | Matthew Coppola | Hậu sản xuất |
| Huntsville          | 2016 | Josie               | Eric England    | Hậu sản xuất |
| X-Men: Dark Phoenix | 2019 | Jean Grey / Phoenix | Simon Kinberg   |              |

### Phim truyền hình
| Tên phim            | Năm      | Vai diễn            | Kênh | Ghi chú                   | Tham khảo |
| ------------------- | -------- | ------------------- | ---- | ------------------------- | --------- |
| Game of Thrones     | 2011–nay | Sansa Stark         | HBO  | Vai chính; mùa 1-hiện tại | [ 13 ]    |
| The Thirteenth Tale | 2013     | Young Adeline March | BBC  |                           |           |

### Video âm nhạc
| Bài hát    | Năm  | Nghệ sĩ  |
| ---------- | ---- | -------- |
| "Oblivion" | 2014 | Bastille |

## Giải thưởng và Đề cử
| Năm  | Giải thưởng | Tác phẩm        | Kết quả |
| ---- | --- | --------------- | ------- |
| 2011 | Giải Screen Actors Guild cho Màn biểu diễn nổi bật bởi một toàn thể trong loạt phim truyền hình (cùng chia sẻ với các diễn viên) | Game of Thrones | Đề cử   |
| 2011 | Giải Scream cho Toàn thể xuất sắc nhất (cùng chia sẻ với các diễn viên)                                                          | Game of Thrones | Đề cử   |
| 2012 | Giải Young Artist cho Nữ diễn viên phụ xuất sắc nhất thể loại phim truyền hình                                                   | Game of Thrones | Đề cử   |
| 2013 | Giải Screen Actors Guild cho Màn biểu diễn nổi bật bởi một toàn thể trong loạt phim truyền hình (cùng chia sẻ với các diễn viên  | Game of Thrones | Đề cử   |
| 2014 | Giải Screen Actors Guild cho Màn biểu diễn nổi bật bởi một toàn thể trong loạt phim truyền hình (cùng chia sẻ với các diễn viên  | Game of Thrones | Đề cử   |
| 2015 | Giải anh hùng Empire (cùng chia sẻ với các diễn viên)                                                                            | Game of Thrones | Thắng   |
| 2015 | Giải EWwy cho Nữ diễn viên phụ xuất sắc nhất thể loại phim truyền hình                                                           | Game of Thrones | Đề cử   |
| 2015 | Giải Screen Actors Guild cho Màn biểu diễn nổi bật bởi một toàn thể trong loạt phim truyền hình (cùng chia sẻ với các diễn viên  | Game of Thrones | Đề cử   |
| 2016 | Giải Huading Nữ diễn viên toàn cầu xuất sắc nhất                                                                                 |                 | Thắng   |
| 2016 | Giải Glamour cho Nữ diễn viên truền hình Anh Quốc xuất sắc nhất                                                                  | Game of Thrones | Thắng   |
| 2016 | Liên hoan phim quốc tế Venice lần thứ 73– Giải phim quốc tế                                                                      |                 | Thắng   |
| 2016 | Giải EWwy cho Nữ diễn viên phụ xuất sắc nhất thể loại phim truyền hình                                                           | Game of Thrones | Thắng   |